# Hélène Langevin-Joliot
Hélène Langevin-Joliot (París, França, 19 de setembre de 1927) és una física nuclear francesa. Filla de Frédéric i Irène Joliot-Curie i neta de Marie Curie i Pierre Curie. Hélène ha estat membre del comitè assessor del govern francès.
Hélène ha estat professora de física nuclear a l'Institut de Física Nuclear a la Universitat de París i Directora d'Investigació del Centre National de la Recherche Scientifique (CNRS). És presidenta del Grup Especial que atorga el premi Marie Curie Excellence, un premi atorgat a destacats investigadors europeus. I és presidenta de la Rationalist Union.

## Formació
Es va educar a l'Institut de Física Nuclear d'Orsay, un laboratori que va ser creat pels seus pares, Frédéric i Irène Joliot-Curie. És enginyera de l'École supérieure de physique et de chimie industrielles de la ville de Paris (ESPCI ParisTech) (64a promoció, diplomada el 1949), escola on els seus avis, Pierre i Marie Curie, van descobrir el radi i el poloni. El 1956 va presentar la seva tesi doctoral d'Estat.

## Dedicació professional
La seva recerca s'ha centrat en la física nuclear fonamental. Ha treballat com a investigadora del Centre Nacional d’Investigacions Científiques (CNRS) d'Orsay, del qual fou nomenada directora de recerca a partir de l'any 1969. Va dirigir la divisió de física nuclear de l'Institut de Física Nuclear d'Orsay des de 1979 fins a 1983 i va presidir la comissió de física nuclear del 1981 al 1985. És una física coneguda pel seu treball sobre les reaccions nuclears d'energia mitjana i els estats dels nuclis que revelen els moviments individuals dels nucleons amb una energia d'excitació elevada. També va ser membre del Consell Científic del mateix CNRS i presidenta de la secció de Física Nuclear. Es va jubilar el 2005 com a directora de Recerca Emèrita
S'ha dedicat també a la conservació dels arxius Curie i Joliot-Curie i no ha deixat mai de fomentar la dedicació científica entre els estudiants i en especial a encoratjar les dones a seguir carreres en els camps científics.

## Compromís polític
Seguint l'exemple dels seus pares, ha tingut un important compromís militant, en particular en l'ús pacífic de l'energia atòmica, dedicada a la medicina, tant per al diagnòstic com per al tractament de malalties.
Del 2004 al 2012 va assumir la presidència de la Unió Racionalista, una associació que treballa per a la Cultura Científica i el Foment de la Raó i la Ciència, creada per Paul Langevin, i que havia estat presidida pel seu pare, Frédéric Joliot, del 1946 al 1955.
Implicada en la difusió de la cultura científica per a tothom, va coordinar amb Jacques Haissinsky, el 2015, l'obra Ciència i cultura: referents per a una cultura científica comuna, amb la participació de científics i filòsofs de la ciència com Jean-Pierre Kahane, Michel Morange, Évariste Sanchez-Palencia.
Va ser regidora municipal de la vila d'Antony. Donà suport al Partit Comunista Francès per a les eleccions europees de 2019.

## Reconeixements
El 2013 fou nomenada comandant de la Legió d'Honor.
L'octubre de 2021 va ingressar a la Reial Acadèmia Europea de Doc̟tors, com a Acadèmica d’Honor, i ho feu amb el discurs Quelques réflexions sur la science, la société et la transition écologique.

## Família
Langevin-Joliot és d'una família de reconeguts científics. Els seus avis eren Pierre Curie i Marie, famosos pel seu estudi de la radioactivitat, pel qual va guanyar un Premi Nobel de física amb Henri Becquerel el 1903. Marie Curie és l’única persona que ha guanyat dos premis Nobel de disciplines diferentsː de física el primer, i de química el segon (1911) amb el seu descobriment del radi i el poloni. De la mateixa manera, els pares d'Hélène Langevin-Joliot van guanyar el Premi Nobel de Química el 1935 pel seu descobriment de la radioactivitat artificial. Pierre Joliot, el seu germà i biofísic, ha fet contribucions a l'estudi de la fotosíntesi.
A causa de l'herència de la seva família, Langevin-Joliot regularment concedeix entrevistes i ofereix xerrades sobre la seva història i sobre divulgació de la ciència.
El seu marit, Michel Langevin, era net del famós físic Paul Langevin i ell mateix físic nuclear. La seva filla, Françoise (1950), ha estat directora adjunta d'una institució pública, i el seu fill, Yves (1951), és astrofísic.